# Lignaan

Lignaan

Lignaan is een groep stoffen die voorkomen in planten, vooral in lijnzaad. Lignaan is een van de belangrijkste klassen binnen de fyto-oestrogenen, naast de isoflavonen en de coumestanen. Lignanen zijn in lijnzaad aanwezig in de vorm van SDG (secoisolariciresinol diglycoside, percentage circa 0,7 tot 1,9%).
Lignaan is een verzamelbegrip voor polyfenolen die ontstaan als dimeer van fenylalanine of andere fenylpropanoïden.
Het woord lignaan komt van het latijnse lignum, dat "hout" betekent.

## Stofwisseling
Onder invloed van fermentatie van SDG door darmbacteriën ontstaan in het darmkanaal de fyto-oestrogenen enterodiol en door verdere oxidatie ook enterolacton. Deze stoffen hebben een structuur die gelijkenis vertoont met die van oestradiol, waardoor ze oestrogeenreceptoren kunnen bezetten.

Via omzetting in enterodiol en enterolacton hebben lignanen op vier verschillende manieren effecten in het lichaam:
- In de lever wordt de synthese gestimuleerd van het sexhormoonbindend globuline (SHBG). SHBG bindt circa 90% van de circulerende geslachtshormonen, waaronder oestrogenen en testosteron. Verhoging van de concentratie SHBG bindt meer van deze hormonen, waardoor de concentratie van vrij testosteron in het bloed daalt en daarmee ook de omzetting in dihydrotestosteron.
- Remming van het enzym 5-alfa-reductase[5]
- Remming van het enzym aromatase (zet testosteron om in oestradiol)
- Remming van het enzym 17β-hydroxysteroid dehydrogenase.[5] Dit enzym zet testosteron om in androsteendion en oestrogenen.[6]

Lignanen werken als antioxidant en kunnen de ontwikkeling van kanker remmen.
Lignanen spelen waarschijnlijk ook een belangrijke rol bij het tegengaan van prostaatvergroting.